# Mannerheimintie
Mannerheimintie (svensk: Mannerheimvägen) er en gade i det centrale Helsinki, Finland. Gaden er opkaldt efter den finske officer og statsmand Carl Gustaf Mannerheim. Den hed oprindeligt Heikinkatu (svensk: Henriksgatan), navngivet efter Robert Henrik Rehbinder, men blev omdøbt efter Vinterkrigen i 1939-40. Mannerheim selv red sejrrigt ned af Heikinkatu, da hans styrker i forbindelse med den finske borgerkrig i 1918 generobrede Helsinki fra de røde. Der står i dag en rytterstatue af Mannerheim på Mannerheimintie foran Kiasma-museet.
Mannerheimintie strækker sig fra Det Svenske Teater ved Erottaja (svensk: Skillnaden) gennem bydelene Kamppi (svensk: Kampen), Töölö (svensk: Tölö), Meilahti (svensk: Mejlans), Laakso (svensk: Dal) og Ruskeasuo (svensk: Brunakärr), indtil den til sidst smelter sammen med en travl hovedvej ud af byen.
Flere berømte bygninger ligger langs Mannerheimintie, bl.a. Det Svenske Teater, Stockmann, Rigsdagshuset, Kiasma, Finlandiahuset, Nationalmuseet, Operahuset og Tilkka. Gaden er også hjemsted for flere berømte skulpturer, bl.a. De Tre Smede og Mannerheimstatuen ved Kiasma.
60°10′08″N 24°56′24″Ø / 60.1689°N 24.94°Ø